# Jean Bichat
Pour les articles homonymes, voir Bichat.
Jean Bichat, né le 4 février 1909 à Lunéville et décédé le 29 juin 2003 dans la même ville, est un homme politique français.

## Biographie
Fils de médecin et également conseiller général (Henry Bichat), médecin lui-même, il est conseiller général du canton de Lunéville-Nord de 1949 à 1979 et maire de Lunéville de 1965 à 1971.
Il est aussi élu député de 1967 à 1978, dans la circonscription de Lunéville, au sein du groupe des Républicains Indépendants, poste qu'il laisse pour le ministre René Haby.
Libéré de ses engagements politiques, il devient président de la Croix Rouge à Lunéville en mars 1978 à la suite de Pierre Dalainzy où il s'implique essentiellement dans les œuvres sociales et caritatives.

## Ouvrages
- Le Château de Lunéville (1984), Jean Bichat, Association des Amis du Château de Lunéville[3]